# 近畿大学体育会サッカー部
近畿大学体育会サッカー部（きんきだいがく たいいくかいサッカーぶ）は大阪府東大阪市にある近畿大学のサッカークラブである。

## 概要・歴史
1972年創部。関西学生サッカーリーグ1部では1999年秋季リーグと2006年春季リーグで優勝している。
2020年10月、部員5名による大麻使用が発覚し、リーグ戦残り試合の出場を辞退することとなった。事件発覚後、サッカー部は無期限活動停止に入ったが、2021年8月1日付で活動を再開した。なお、日本サッカー協会裁定委員会より、同事案に対して関西学生リーグ2部への降格処分を科された。

## 主な成績
- 関西学生サッカーリーグ1部
  - 優勝：2回（1999秋, 2006春）

## 主な出身選手
1992年度卒
- 塩谷伸介
- 山口敏弘※中退

1993年度卒
- 成山裕治
- 布部陽功※中退

1994年度卒
- 小島卓※中退

1995年度卒
- 玄新哲
- 本田将也

1999年度卒
- 川口剛史

2000年度卒
- 東純一郎

2001年度卒
- 町中大輔

2003年度卒
- 木藤健太

2004年度卒
- 近江孝行

2005年度卒
- 小寺一生

2006年度卒
- 片山真人

2007年度卒
- 馬場賢治

2009年度卒
- 北井佑季※中退

2010年度卒
- 枝本雄一郎
- 松原優吉
- 近石哲平

2011年度卒
- 藤本憲明

2012年度卒
- 大西勝俉

2014年度卒
- 中山開帆
- 田中直基
- 清水大輔

2017年度卒
- 國分将
- 藤本拓臣

2018年度卒
- 粟飯原尚平

2019年度卒
- 知念哲矢
- 丸岡悟

2020年度卒
- 山下令雄